# Statenville
Statenville település az Amerikai Egyesült Államok Georgia államában, Echols megyében, melynek megyeszékhelye is. 

## Népesség
A település népességének változása: